# Hellion (jeu vidéo)
Pour les articles homonymes, voir Hellion (homonymie).
 (août 2020).
Hellion est un jeu vidéo de simulation de survie spatiale immersif développé par le studio serbe Zero Gravity Games. Il a été publié dans Steam Early Access en février 2017,. Le jeu permet aux joueurs de manœuvrer à travers des environnements et des espaces ouverts en l'absence de gravité ainsi que de se déplacer dans les intérieurs de vaisseaux spatiaux ou de stations avec ou sans gravité artificielle. En tant que jeu à la première personne, les joueurs doivent gérer leurs ressources dans l'intérêt de leur survie, découvrir d'autres ressources et modules de station spatiale qui peuvent être récupérés et assemblés dans des stations plus grandes et plus complexes,.
Le 15 octobre 2019, le développement sur Hellion a été suspendu, le 21 octobre 2019, le jeu a été officiellement publié et le 1er avril 2020, il a été retiré de Steam.

## Système de jeu
Globalement situé dans un environnement sans gravité, le mouvement des joueurs et des engins spatiaux dans le jeu suit les vecteurs physiques newtoniens tandis que les stations adhèrent à la mécanique orbitale,. Les joueurs peuvent définir et voyager sur des orbites autour des corps planétaires et d'autres grands phénomènes astronomiques naturels. Le joueur commence le jeu équipé uniquement d'une bouteille d'oxygène et d'un jet pack pour les manœuvres.
En tant que jeu multijoueur, Hellion met les joueurs au défi de collecter et de protéger les ressources et les actifs contre la destruction et la capture potentielle par d'autres joueurs, car les joueurs peuvent attaquer et proclamer leurs acquis. L'aspect solo du jeu concentre le joueur sur l'histoire du jeu et l'extension de la station spatiale. Dans les deux modes, le joueur doit effectuer des réparations de vaisseau ou de station qui impliquent des ressources qui doivent être découvertes et récoltées. Comme les équipements de base se détériorent beaucoup plus rapidement que les éléments améliorés, cela devient un processus répétitif avec une durabilité progressive. Le joueur est libre d'explorer et de découvrir le destin de Hellion ou d’obtenir de la notoriété parmi les autres joueurs.

## Mise hors de service
Au cours des 3 derniers jours de sa présence sur Steam, ZeroGravity a rendu le jeu disponible gratuitement aux utilisateurs de Steam. Pendant une brève période le 31 mars, le prix est revenu à son prix habituel précédent, puis a été retiré de Steam à minuit.
Les propriétaires de copies sous licence de Hellion continueront de pouvoir jouer au jeu via Steam, ainsi que d'exploiter leurs propres serveurs communautaires à l'avenir. Cependant, la communauté prévoit que les serveurs officiels seront fermés dans le futur.